# 270 Park Avenue
270 Park Avenue (auch JPMorgan Chase World Headquarters bzw. JPMorgan Chase Building) ist ein in Bau befindlicher Wolkenkratzer in Manhattan in New York City, USA. Das Gebäude gehört der amerikanischen Geschäftsbank JPMorgan Chase, die ihn als globalen Hauptsitz nutzen und dort bis zu 14.000 Mitarbeiter beschäftigen wird. Der Büroturm ist der Nachfolgebau des an derselben Stelle 2021 abgerissenen JPMorgan Chase Towers.

## Lage
Der nach seiner Adresse „270 Park Avenue“ benannte Büroturm befindet sich in Midtown Manhattan an der Park Avenue in unmittelbarer Nähe zum Grand Central Terminal und dem MetLife Building. Er nimmt einen ganzen Block zwischen der 47th und 48th Street sowie Park und Madison Avenue ein.

## Beschreibung
Der von Foster + Partners entworfene Wolkenkratzer ist 423,1 Meter (1388 Fuß) hoch und besitzt 60 Stockwerke. Nach seiner Fertigstellung ist er nach dem One World Trade Center das zweithöchste Bürogebäude in Manhattan. Der Turm ersetzt das 52-stöckige „Union Carbide Building“ (später umbenannt in JPMorgan Chase Tower), das 1960 erbaut und von 2019 bis 2021 abgerissen wurde.
Die offen liegende Stahlkonstruktion in Form einer Fächersäulenstruktur und dreieckiger Verstrebung (Diagrid) besitzt eine bronzefarbene Vorhangfassade mit reflektierenden Glasplatten. Das hohe und verglaste Eingangsportal zur Hauptlobby an der Madison Avenue wird von zwei großen begrünten Wänden flankiert und an der südwestlichen Gebäudeecke befindet sich ein neuer Zugang zu den Bahnhöfen Grand Central Madison und Grand Central Terminal. Abends und Nachts wird das Gebäude von rund 20.000 an der Stahlkonstruktion angebrachten LED-Leuchten sowie die Fassaden der beiden obersten zurückgesetzten Gebäudeteile komplett beleuchtet.
270 Park Avenue wird zu 100 Prozent mit erneuerbarer Energie aus einem Wasserkraftwerk des Staates New York betrieben und ist der größte vollelektrische Wolkenkratzer der Stadt. Der Netto-Null-CO2-Ausstoß wird ergänzt durch eine mit KI und maschinelle Lernsysteme gesteuerte Gebäudetechnik, Wasserspeicher- und -wiederverwendungssysteme, Dreifachverglasung der Fassade, automatischer Sonnenschutz sowie Außenterrassen mit natürlichen Grünflächen und Bepflanzungen.

## Geschichte
Im Februar 2018 kündigte JPMorgan an, das zu klein gewordene „Union Carbide Building“ abzureißen, um ein neues höheres Bürogebäude zu errichten. Um den 423,1 m hohen Wolkenkratzer bauen zu können, erwarb JPMorgan die nötigen Luftrechte von der nahe gelegenen St. Bartholomew’s Episcopal Church sowie von der Investmentfirma MSD Capital, deren Eigentümer Michael Dell die Luftrechte über dem Grand Central Terminal besitzt. Obwohl ein Wolkenkratzer mit einer Höhe von bis zu 477 m möglich war, hatte man wegen der dann erforderlichen tieferen Fundamente Bedenken, die direkt unter der 270 Park Avenue befindlichen Tunnel und Rangierbahnhöfe des Grand Central Terminal zu beschädigen.
Im Mai 2019 genehmigte der New Yorker Stadtrat einstimmig den neuen Hauptsitz von JPMorgan. Ab Juli 2019 begann der Abriss des alten Gebäudes, der Mitte 2021 beendet war. Schon vorher startete im Januar 2021 in einem bereits freigeräumten Bereich mit der Errichtung der ersten Stahlträger der Bau von 270 Park Avenue. Am 20. November 2023 wurde nach der Montage des letzten Stahlträgers Richtfest gefeiert.
Die Fertigstellung wird für Ende Sommer/Anfang Herbst 2025 angestrebt.

## Ansichten

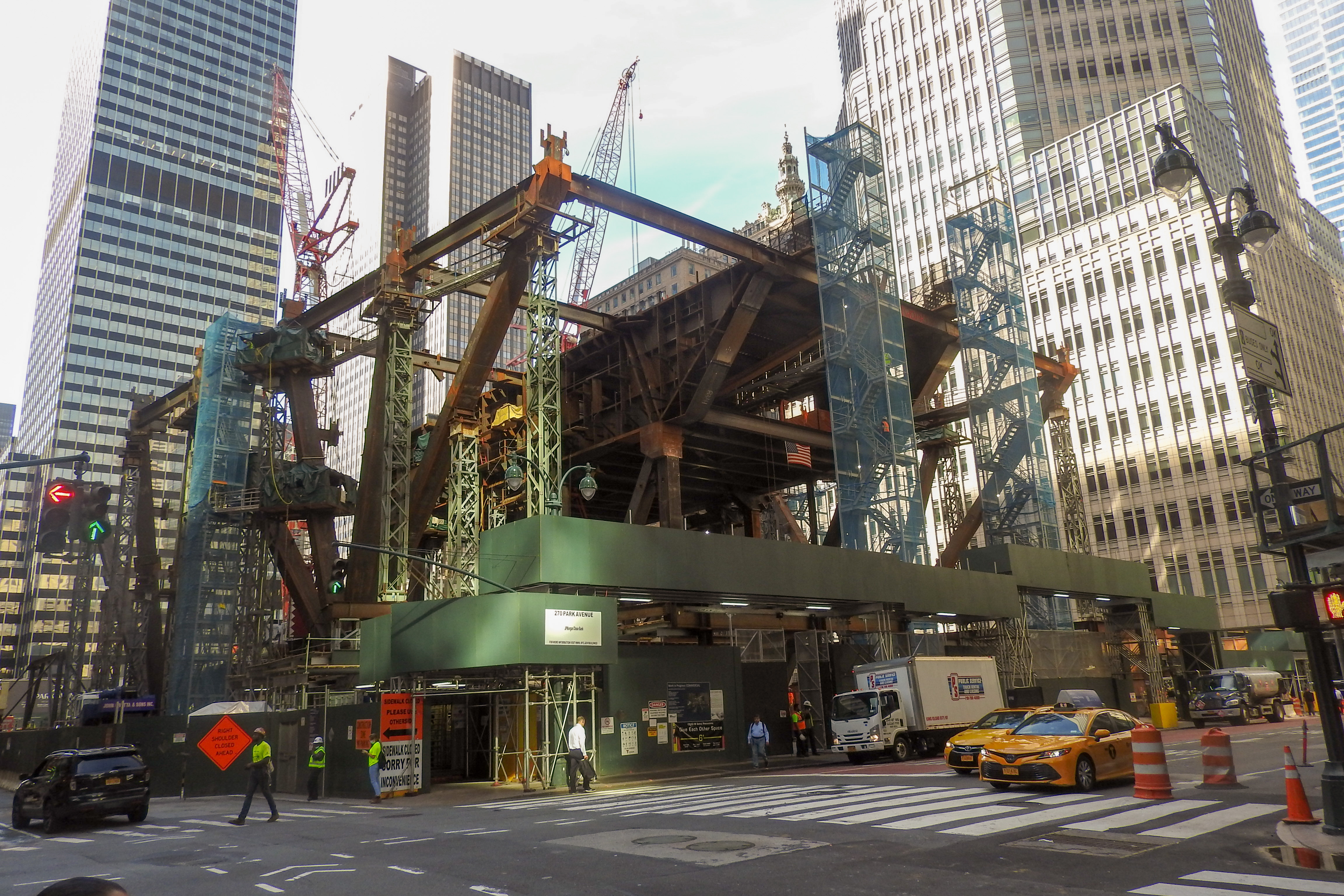
Die Basis kurz nach Baubeginn im Juni 2021
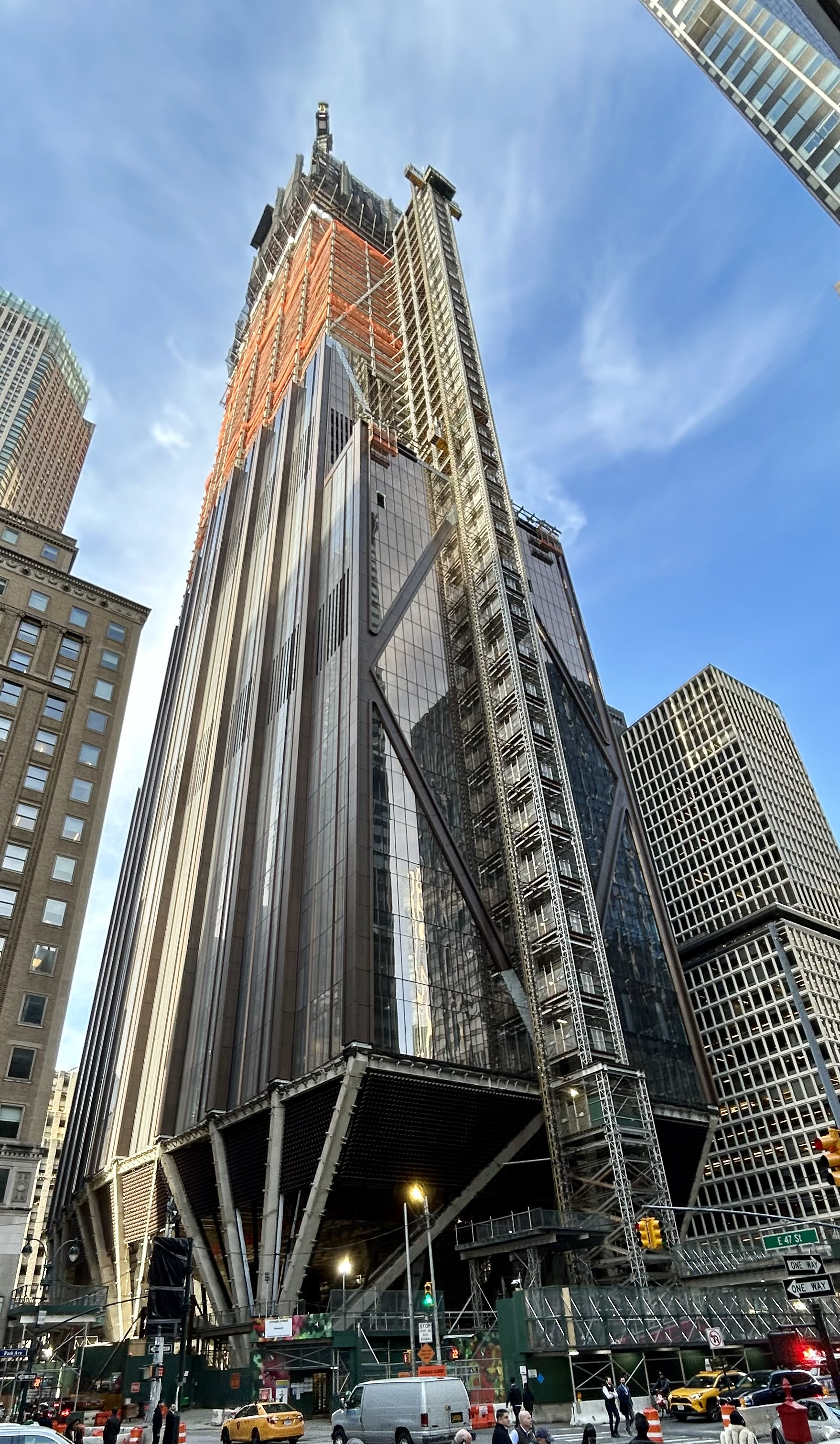
Der Turm im November 2023
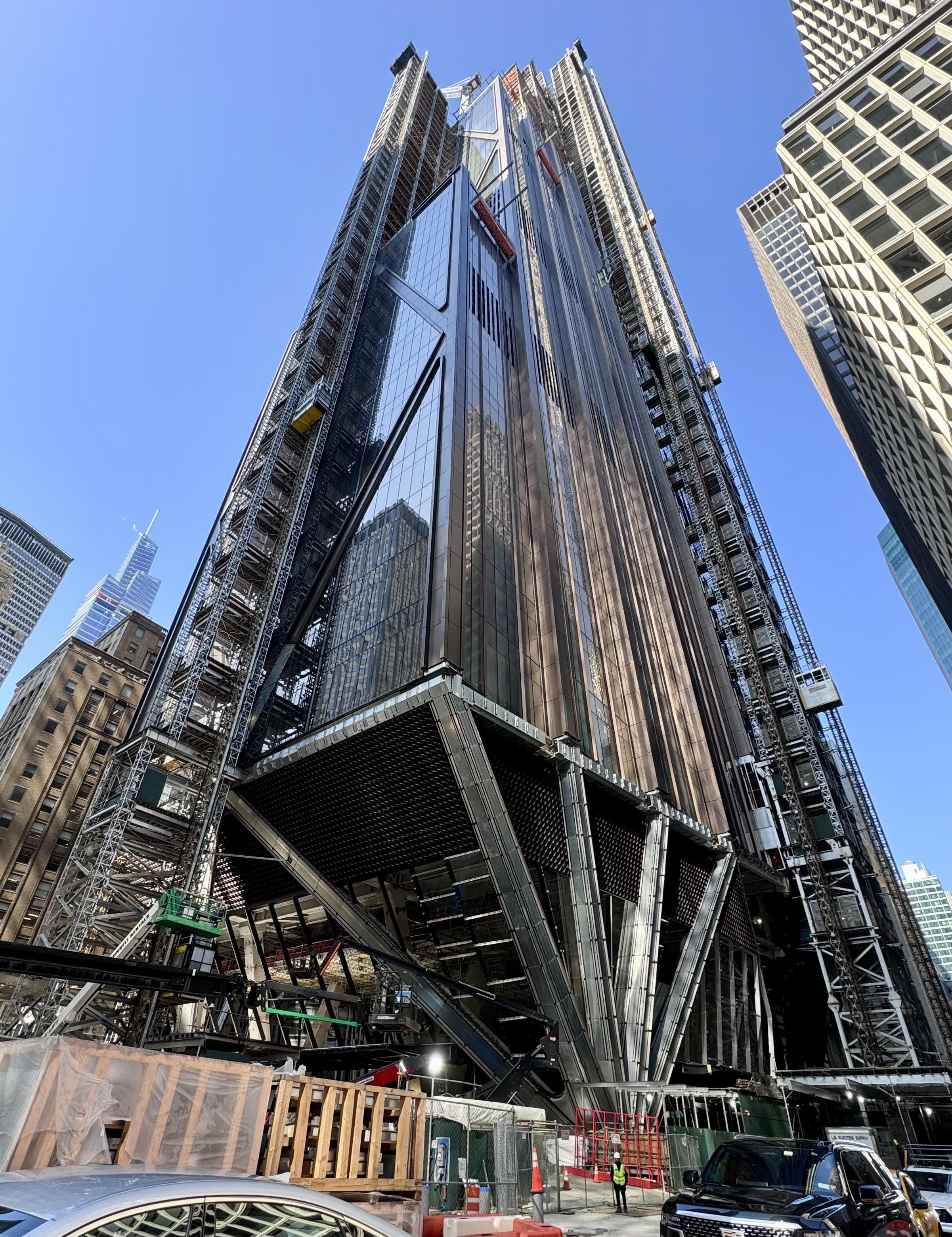
Ansicht am 12. März 2024
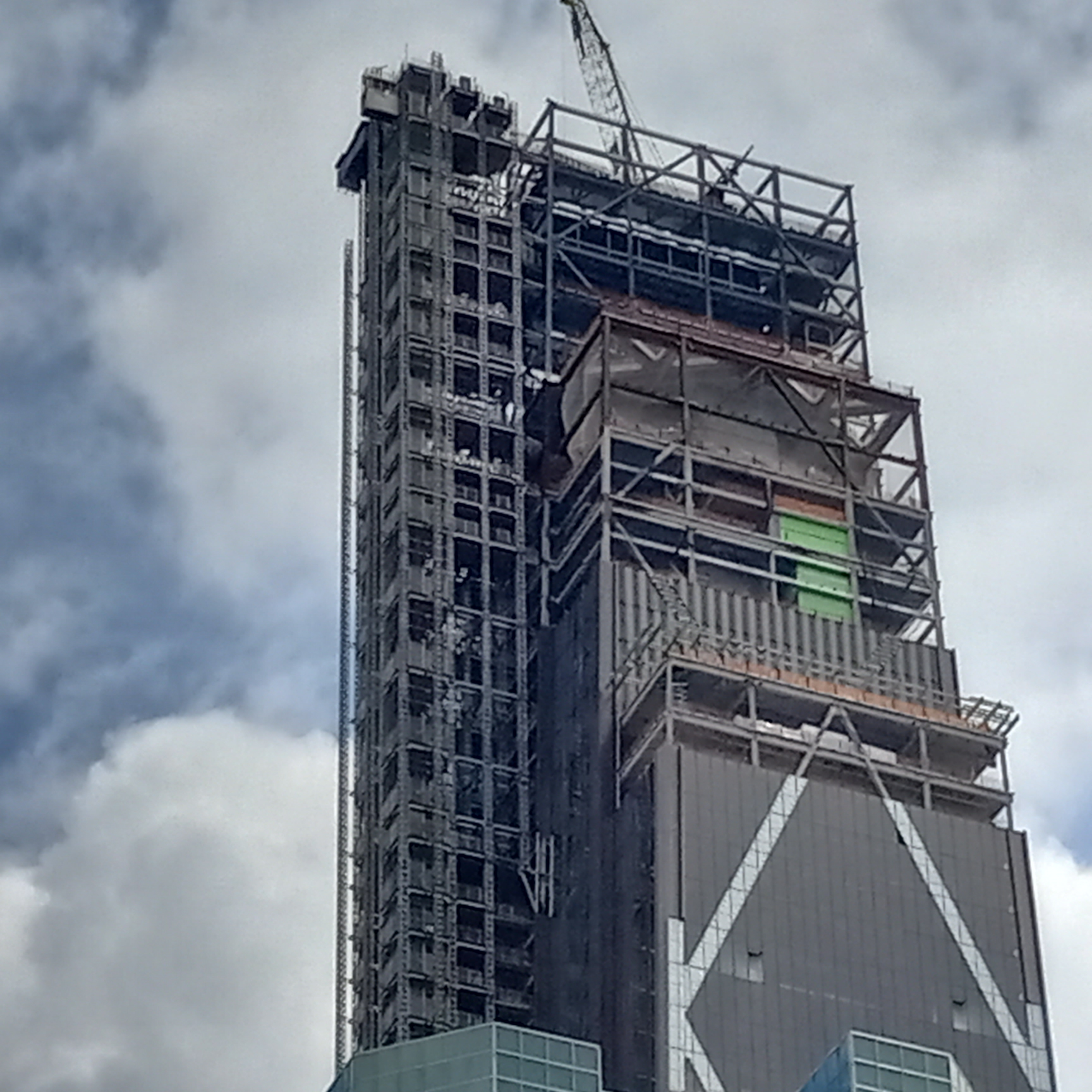
Baufortschritt an der Gebäudekrone im Juni 2024
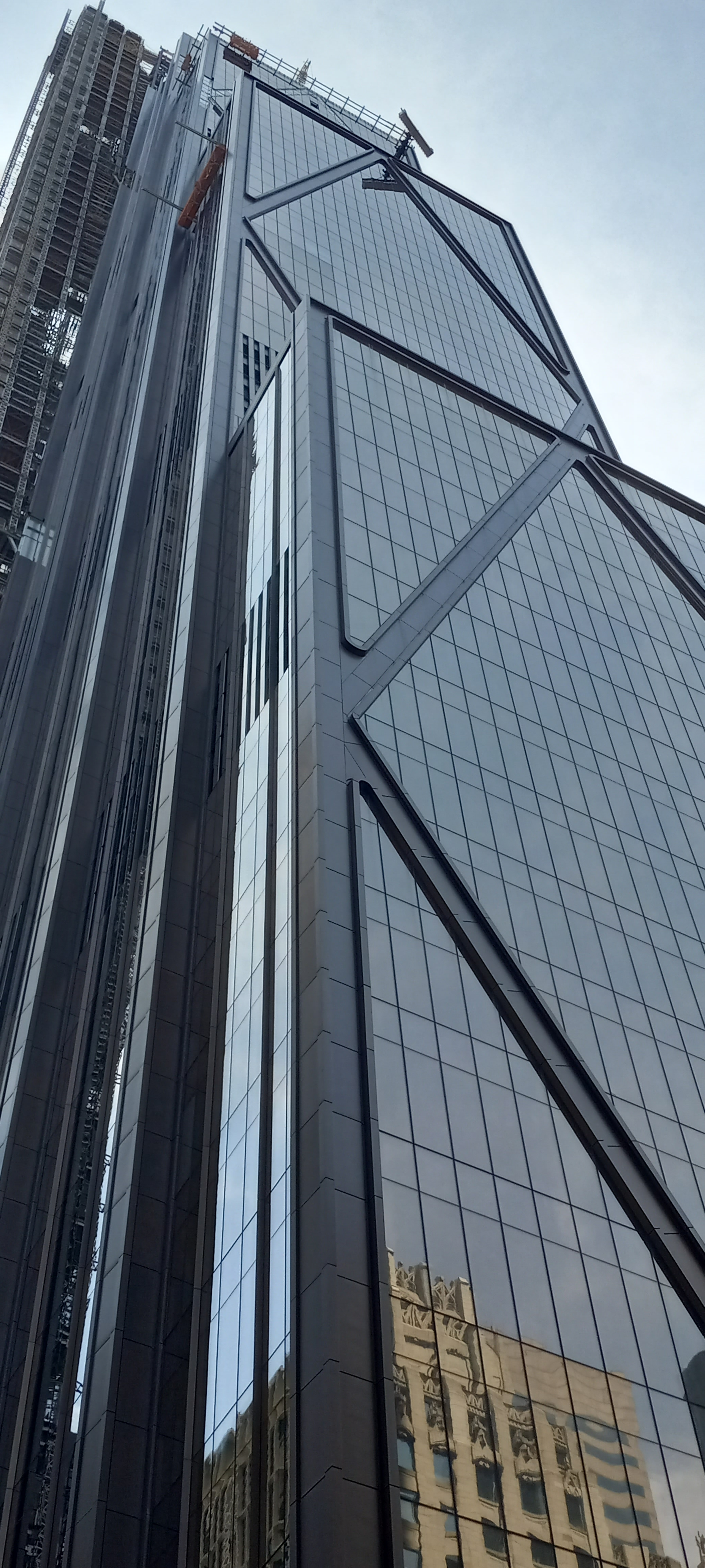
Fertiggestellte Fassade am 3. August 2024
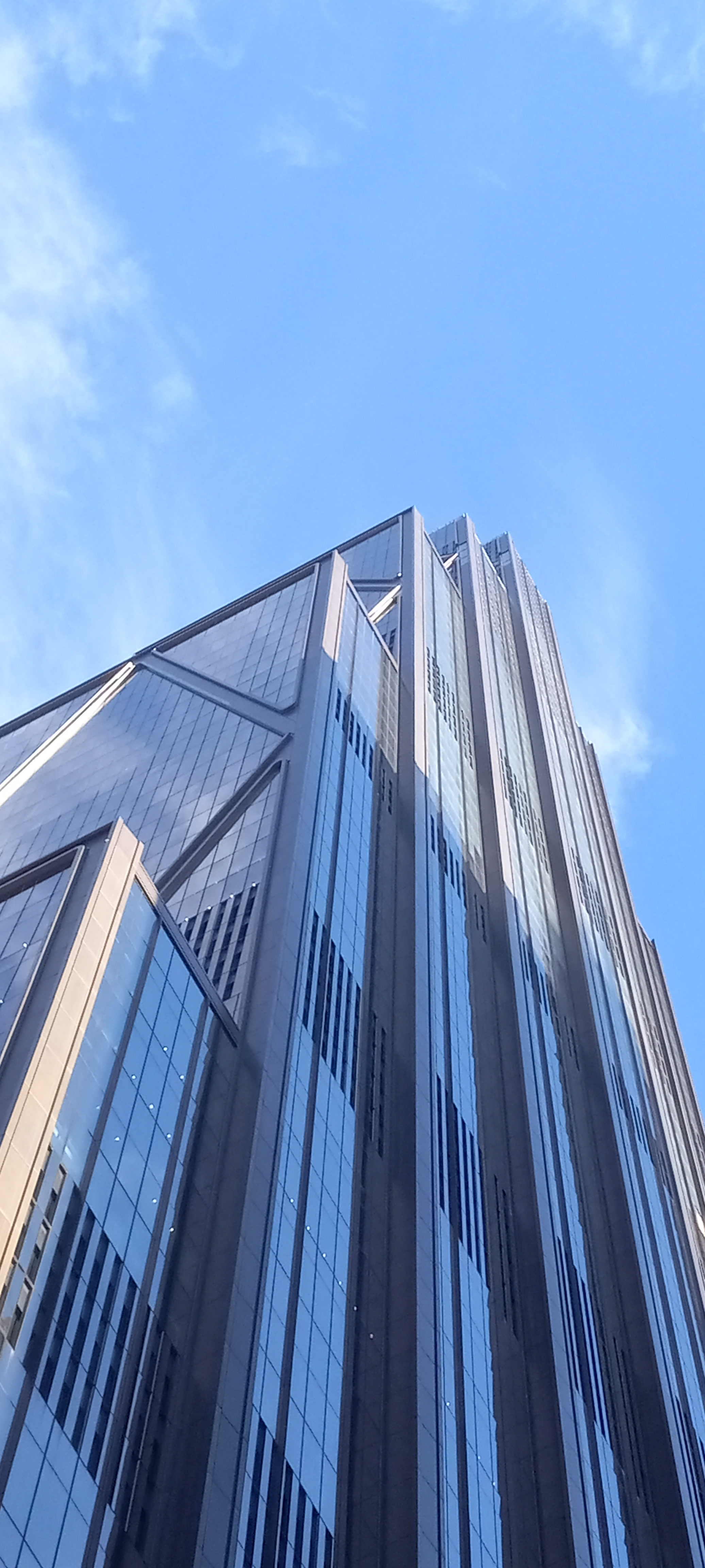
Fassaden der Süd- und Westseite im Januar 2025